# Paul Vincensini
Pour les articles homonymes, voir Vincensini.
 (mars 2023).
Si vous disposez d'ouvrages ou d'articles de référence ou si vous connaissez des sites web de qualité traitant du thème abordé ici, merci de compléter l'article en donnant les références utiles à sa vérifiabilité et en les liant à la section « Notes et références ».
Paul Vincensini né le 19 avril 1930, à Bessans, d'un père corse et d'une mère savoyarde, et mort le 10 novembre 1985 à Rochessauve, est un poète français.

## Biographie
Alors qu'il était encore maître d'internat, Vincensini découvrit la poésie d'Alain Borne. Ce fut le début d'une intense amitié et d'une collaboration entre les deux hommes qui dura jusqu'à la disparition accidentelle d'Alain Borne en 1962. Dès lors, Vincensini ne cessa de multiplier les actions pour faire connaître le poète disparu, signant entre autres l'ouvrage qui lui est consacré dans la collection "Poètes d'aujourd'hui" chez Seghers.
Professeur de lettres et d'italien, Vincensini fut, sa vie durant, un propagandiste de la vie poétique, organisant et multipliant les manifestations, rencontres avec les poètes, spectacles et festivals poétiques, n'hésitant pas à se lancer lui-même dans des aventures éditoriales en créant les "Poèmes-missives" et le "Club du poème" qui publiera une quarantaine de titres. Mis à disposition par l'éducation nationale, Paul Vincensini accomplira un travail énorme de vulgarisation de la poésie dans les milieux scolaires, les associations, les organismes dépendant d'autres ministères que le sien. Il est aussi, avec Jean Pietri en 1982 le fondateur de la "Maison de la Poésie d'Avignon".
Pierre Popovic a parlé de sa poésie en disant qu’elle « associe de manière constante un sentiment d’angoisse, la conscience d’une blessure et un pressentiment de drame à la perception la plus concrète des choses ».

## Œuvres
Poésie
- Le petit grillon
- Des paniers pour les sourds' (Seghers, 1953)
- La jambe-qui-chante (Temps mêlés, Verviers, 1965)
- D'herbe noire (Chambelland, 1965)
- Le point mort (Chambelland, 1969)
- Peut-être (Club du poème, 1971, réédité en 1975)
- Alphabêtes et Numérales Atelier de l'Agneau, 1973)
- Qu'est-ce qu'il n'y a ? (Saint-Germain-des-Prés, 1975)
- Pour un Musée des Amusettes (L'École des Loisirs, 1976)
- Quand même (Saint-germain-des-Prés, 1976)
- De bleu et d'ombre (Roche Sauve, 1977)
- Toujours et Jamais (Culture et pédagogie, 1982)
- Archiviste du vent (Le cherche midi, 1986)
- Je dors parfois dans les arbres, illustré par Henri Galeron, Motus, 2007

Ses œuvres complètes ont été rééditées par l'éditeur belge L'arbre à paroles en 1991.
Œuvres en prose
- Alain Borne (Seghers, "Poètes d'aujourd'hui", 1974)

Théâtre
- La jambe-qui-chante (France-culture, 1973, présentation de Marcel Maréchal)
- Toujours et Jamais, petite symphonie oniro-grammaticale en bleu majeur (France-culture, 1975)

## Prix et distinctions
Posthume
- Prix Joël Sadeler 2009[3] pour Je dors parfois dans les arbres, illustré par Henri Galeron